# Войнинга
Во́йнинга — река во Владимирской области России, левый приток реки Судогда (бассейна Волги). Длина — 55 км. Площадь бассейна — 505 км².
Образуется у деревни Пшеницино и впадает в Судогду на уровне 89 м, близ деревни Трухачево.
Реку Войнингу пересекает платная автомобильная дорога М-12.

## Притоки (км от устья)
- 15-й[2] км: река Сойма
- 23-й[2] км: река Ванчуга